# Erogene zone

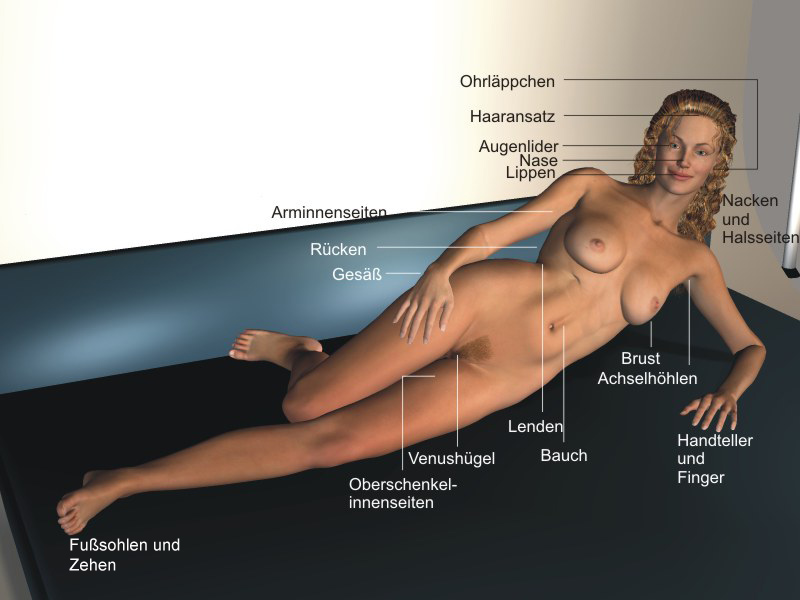
Erogene zones

Een erogene zone is een gebied van het menselijk lichaam dat bij aanraking seksuele gevoelens kan opwekken. Deze zones kunnen van persoon tot persoon verschillen. Zo zijn vooral de gebieden rond de geslachtsorganen en anus erogene zones, maar ook de onderbuik en binnenkant van de dijen worden daartoe gerekend. Bij veel mensen geldt dat de tepels eveneens erogene zones zijn. 
Andere specifieke plekken die bij veel mensen een erotisch gevoel kunnen opwekken als ze gestreeld of op een andere manier zacht aangeraakt worden zijn: de oorlellen, nek en hals, de rug, perineum, billen, vingers en/of voeten. Het hele lichaam kan zelfs erotisch benaderd worden, het volledige huidoppervlak is in feite een erotische zone. Uiteraard verschilt het per persoon welke lichaamsdelen specifiek en op welke manier aangeraakt dienen te worden om erotische gevoelens op te wekken. Wat de een prettig vindt, is voor de ander te hard of te zacht, en waar de een het prettig vindt aangeraakt te worden, vindt de ander dit misschien onprettig.
Partners die seksueel goed op elkaar ingespeeld zijn kennen elkaars erogene zones en maken van die kennis gebruik om hun partner seksueel op te winden. Nieuwe koppels hebben om deze reden dan ook tijd nodig om elkaar op dat gebied te leren kennen, waardoor de seks in het begin nog enigszins onwennig kan zijn.